# Jean Dutier
Jean Dutier est un homme politique français né le 6 août 1794 à Baugé (Maine-et-Loire), commune où il est mort le 20 avril 1875.
Avocat, maire de Baugé et conseiller général, il est député de Maine-et-Loire de 1837 à 1849, siégeant à gauche sous la Monarchie de Juillet, puis à droite, comme républicain modéré, sous la Deuxième République.

## Sources
- « Jean Dutier », dans Adolphe Robert et Gaston Cougny, Dictionnaire des parlementaires français, Edgar Bourloton, 1889-1891 [détail de l’édition]